# Anne: Utazás a Zöldormú házba
Az Anne: Utazás a Zöldormú házba (eredeti cím: Anne: Journey to Green Gables) 2005-ben megjelent kanadai rajzfilm, amelyet a Sullivan Entertainment készített. A forgatókönyvet Kevin Sullivan és Michael MacLennan írta, a rajzfilmet Kevin Sullivan rendezte, a zenéjét Peter Breiner szerezte. 
Kanadában 2006. április 25-én, Amerikában 2005. szeptember 27-én adták ki VHS-en. Magyarországon a Story4-en adták le a televízióban. A rajzfilm az Anne a Zöld Oromból című mini filmsorozat rajz-animációs változata. Műfaját tekintve filmdráma, fantasyfilm és kalandfilm.

## Rövid történet
Anne Zöldoromba megy és saját családról ábrándozik.

## Szereplők
| Szereplő         | Eredeti hang | Magyar hang |
| ---------------- | ------------ | ----------- |
| Anne Shirley     | ?            | ?           |
| Matthew Cuthbert | ?            | ?           |
| Marilla Cuthbert | ?            | ?           |
| Madame Poubelle  | ?            | ?           |
| Tupper           | ?            | ?           |

## Televíziós megjelenések
Story4